# Jeremy Narby
Jeremy Narby, né en 1959, est un anthropologue canadien dont les travaux portent sur le chamanisme, la biologie moléculaire, et les connaissances acquises par les chamans en botanique et biologie à travers l'usage d'enthéogènes dans de nombreuses cultures.

## Biographie
Jeremy Narby étudie l'histoire à l'université de Canterbury, obtient un doctorat en anthropologie à l'Université Stanford. Il passe plusieurs années avec les Ashaninka dans la forêt amazonienne péruvienne cataloguant les usages des ressources de la forêt par les indigènes dans le but de les aider à combattre la destruction de celle-ci. Il a écrit plusieurs livres traitant les systèmes de connaissance indigènes et l'usage de l'ayahuasca dans l'acquisition de connaissance. De 1989 à 2024, il travaille sur mandat pour l'ONG suisse Nouvelle Planète pour défendre les peuples indigènes et réaliser des projets en leur faveur. 

### Traductions en français
- Le serpent cosmique : L'ADN et les origines du savoir [« The Cosmic Serpent:DNA and the Origins of Knowledge »], Genève, Georg Editeur, 1997, 236 p. (ISBN 2-8257-0495-4)
- Chamanes au fil du temps [« Shamans Through Time: 500 Years on the Path to Knowledge »], Albin Michel, 2002, 247 p. (ISBN 978-2-226-13207-9)
- Intelligence dans la nature : En quête du savoir [« Intelligence in Nature »], Buchet Chastel, 2005, 292 p. (ISBN 978-2-283-02115-6)
- Plantes et chamanisme : Conversations autour de l'ayahuasca et de l'iboga [« Psychotropic Mind: The World According to Ayahuasca, Iboga, and Shamanism »], Paris, Mamaéditions, 2011, 208 p. (ISBN 978-2-84594-020-8)
- Jeremy Narby et Rafael Chanchari Pizuri, Deux Plantes enseignantes : Le Tabac & l'Ayahuasca, Mama éditions, 2021